# 日本行政書士政治連盟
日本行政書士政治連盟（にほんぎょうせいしょしせいじれんめい）は、日本行政書士会連合会と連携した行政書士の政治団体。

## 定義
「日本行政書士会連合会と連携して行政書士の社会的経済的地位の向上を期し、行政書士制度の充実・発展と行政書士の権益の擁護を図り、行政の円滑な推進に寄与するとともに、国民の福祉に貢献するために必要な政治活動を行うこと」を目的とする団体である。

## 概要
- 所在地－東京都港区虎ノ門4丁目1番28号　虎ノ門タワーズオフィスビル10階
- 会長－井口　由美子（熊本県行政書士会会長）

## 評価
行政書士法によって設置がなされ公益性の強く、強制加入の団体である日本行政書士会連合会及び各都道府県行政書士会が直接政治活動をするのは好ましくないため、別個の組織である政治連盟を作り政治活動を行なう必要があった。ただし形式的には別組織であるが、政治連盟の役員は、行政書士会の役員が兼ねており実質的には行政書士会の政治部門の役割を担っている。建前上は加入は任意であるが、多くの行政書士が会員になっている。
このことは行政書士政治連盟に限らず、他士業の政治連盟にも言えることである。

## 顧問
- 野田毅（第52代自治大臣）
- 片山虎之助（初代総務大臣）

## 沿革
- 1981年6月30日　日本行政書士政治連盟結成。
- 1982年　自由民主党行政書士制度推進議員連盟結成。
- 1983年　日本社会党、公明党、民社党の各党に協力議員連盟設立。
- 1994年　新党さきがけ行政書士制度推進議員連盟結成。
- 1995年　新進党行政書士制度推進議員連盟結成。
- 2012年　国民の生活が第一行政書士制度推進議員連盟結成。